# 命名

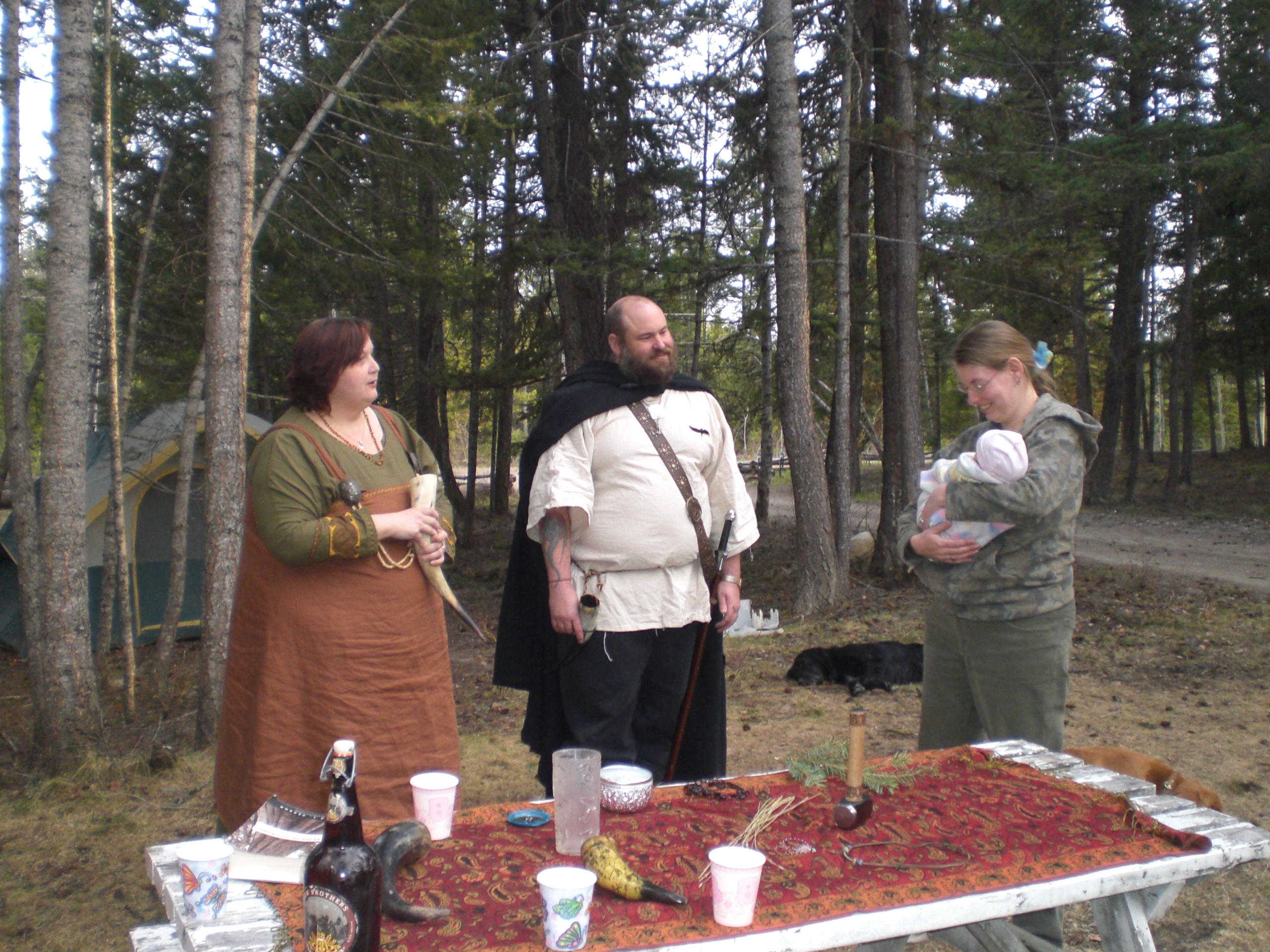
カナダ、ブリティッシュ・コロンビア州のHeathen Freeholdが執り行う赤ちゃんの命名式（2007年）

命名（めいめい）、ネーミング（英語: naming）、名付け（なづけ）とは、人・物・商品・土地・時代・気候、ほか概念化可能な対象一般に対して、それを他から区別し、指示できるようにする為に、一意的な記号（一般に言葉・文字）を与える行為である。

## 概説
一般に命名は無名の対象に名前をつける行為を指し、既に名前がある対象に名前をつけなおす場合は、改名と呼ばれることが多い。偉人の名前にちなんだ命名はエポニムという。
またすでに誰かが使用している人名を、他の誰かが引き継ぐ場合は襲名と呼ばれる。命名は「正式名称を決定する」という厳格な行為を指すのに使われることが多く、略称、愛称、蔑称などを新しく作り出しても、命名行為と呼ばれることはあまりない。
さらに正式な命名権者による命名の過程を経ずに生まれた名称が広く使用されていて、かつ公的にその名称を正式名称とする判断がまだなされていない場合、そのような名称は通称と呼ばれるが（それが社会の中の一部の集団にしか理解できない場合であれば隠語と呼ばれる）、このような名称を新しく作り出すこともまた命名行為とは言わない。

## 物などの命名規則
名前を付ける対象が膨大な数にのぼる場合、または名前によって対象を厳密に管理したい場合など、いくつかの分野においては 名前を付けるさいに従うべき規則（命名規則、nomenclature）が存在している。以下にその一例を示す。
- 生物種 - 2006年現在、確認されている生物種の数は200万に上る。未確認のものまで含めると全体で1000万種近い生物が存在すると考えられている。命名規則の詳細については記事:学名を参照のこと。
- 化合物 - 2006年4月現在、確認されている化合物の種類は2780万種類に上る。これら全ての化合物に対して、重複しないように名前を付けておかないと、混乱が生じることから、化合物の命名にさいしては一定の命名規則が存在する。詳しくは記事:IUPAC命名法・CAS登録番号を参照のこと。
- 天体 - 2006年現在、確認されている天体の数は10億を超える。これら天体に対する命名規則の詳細については、記事:国際天文学連合を参照のこと。
- コンピュータ・プログラミング - プログラムの変数名、関数名、ファイル名などの識別子について、プロジェクト単位や企業 / 組織単位で命名規則を定めることが多い。命名規則 (プログラミング)を参照のこと。
- 商品 - 大企業では、取り扱っている商品が膨大な数にのぼるため、混乱を避ける目的で一定の規則に従った管理名を付与していることが多い。ここでは一例として自動車メーカートヨタがエンジンの型式に対して用いている、エンジン型式の命名規則を挙げておく。
- 中国料理 ‐ 使っている材料、加工・調理方法などから一定の法則で名前が付けられる[1][2][3]。
- 軍用機 - 各国の軍隊や航空機メーカーなどが、軍用機に対して命名する際の一定の規則。詳しくは記事:軍用機の命名規則を参照
- ミサイル・ロケット - 各国の軍隊や政府機関が、ミサイルやロケットに対して命名する際の一定の規則。アメリカ軍の命名規則についての詳細は記事:ミサイル・ロケットの命名規則を参照のこと。
- 軍用電子機器 - 各国の軍隊が、軍用電子機器に対して命名する際の一定の規則。アメリカ軍の命名規則についての詳細は記事:軍用電子機器の命名規則を参照のこと。
- 艦船 - 艦船の命名規則については記事:船名を参照のこと。
- ネーミングライツ - 野球場やサッカー場など、公共施設や著名な建物の命名権が、年単位で契約行為としてスポンサーに売買される商業実践が、アメリカの先行事例にならって日本でも21世紀には見られるようになってきた[4]。

## 人名の命名

### 現代日本
日本では名は戸籍法上の出生の届出によって定められることになる。名に用いることのできる文字は「常用平易な文字」に限られており（戸籍法50条1項）、その範囲は法務省令により常用漢字（2136字）、人名用漢字（862字）、片仮名又は平仮名（変体仮名を除く）と定められている（戸籍法施行規則60条）。
名前に用いることのできる文字には制限があるものの、その読み方には制限はない。漢字の場合、通常の音読みや訓読み（常訓）以外に名乗りと呼ばれる人名にのみ用いられる漢字の伝統的な読み方が用いられることもある。例えば「真」の字は、通常、音読みでは「シン」、訓読みでは「ま」あるいは「まこと」の読みしかないが、伝統的な名乗りでは「ただし」や「さね」などの読みでも用いられる（例として菅原道真）。さらに、伝統的な名乗りからも離れた読み方が人名に用いられることもある。なお、人名の文字数に制限はない。
命名された名は命名紙などに清書されて神棚や床の間などに飾られることもある。また、命名軸として掛軸にしたり、命名額として額装して飾られることもある。出産後の贈答品（内祝の品など）に命名紙が添えられることもある。

### 中近世日本
中世のイエズス会士・ロドリゲスの著書によれば、近世の貴人や武士は「仮名（けみょう、かりな）」、「実名（じつみょう）」の二つを持っており、一方、庶民は「仮名（けみょう、かりな）」しか持つことができなかったという。以下同書に述べられていることの概要を示す。

#### 主な仮名
仮名（かりな、けみょう）は元服時につけられるもので、それまでの幼名（出生時に命名される）に代わるものである。
この名は、出世して役職に就くときに付与される百官名（ひゃっかんな）を得るまでの代用であって、百官名を取得後は、仮名は用いられずに、もっぱら百官名のみが用いられる。ここで、百官名とは武士が称した官職風の名である。（たとえば大蔵少輔（おおくらのしょう）、兵部少輔（ひょうぶのしょう）、主計頭（かぞえのかみ）、図書助（づしょのすけ）、左衛門尉（さえもんのじょう）・・・など。）
仮名の合成は「太郎、次郎、三郎、…、十郎」という輩行名または、その短縮形「太、次、三、…、十」を基本とし、「特定の漢字」一文字を輩行名の前につけて合成する。「特定の漢字」を二文字を組み合わせて使用する場合には、輩行名のほうを短縮形とする。
（例）弥太郎、小次郎、・・、平三郎、新十郎、・・、小源太、喜平次、・・・。
また輩行名を先行させることもできる。この場合の後列は以下の4種の文字列が多く用いられる。
「兵衛」「右衛門」「左衛門」「大夫」
（例）太郎兵衛、太郎右衛門、太郎左衛門、太郎大夫、・・・。

##### 特定の漢字例
「弥、又、小・・・」の系列および
「源、平、藤、吉、新、甚、善・・・」の系列

#### 主な実名
実名（じつみょう）は戦場で名乗りを上げるときに用いられたり、書簡や公文書に書く際の正式名としても用いられた。通常漢字二文字（四音節）にて、仮名と実名は同時に付与される。